# أجهزة البث والاستقبال التلفازي

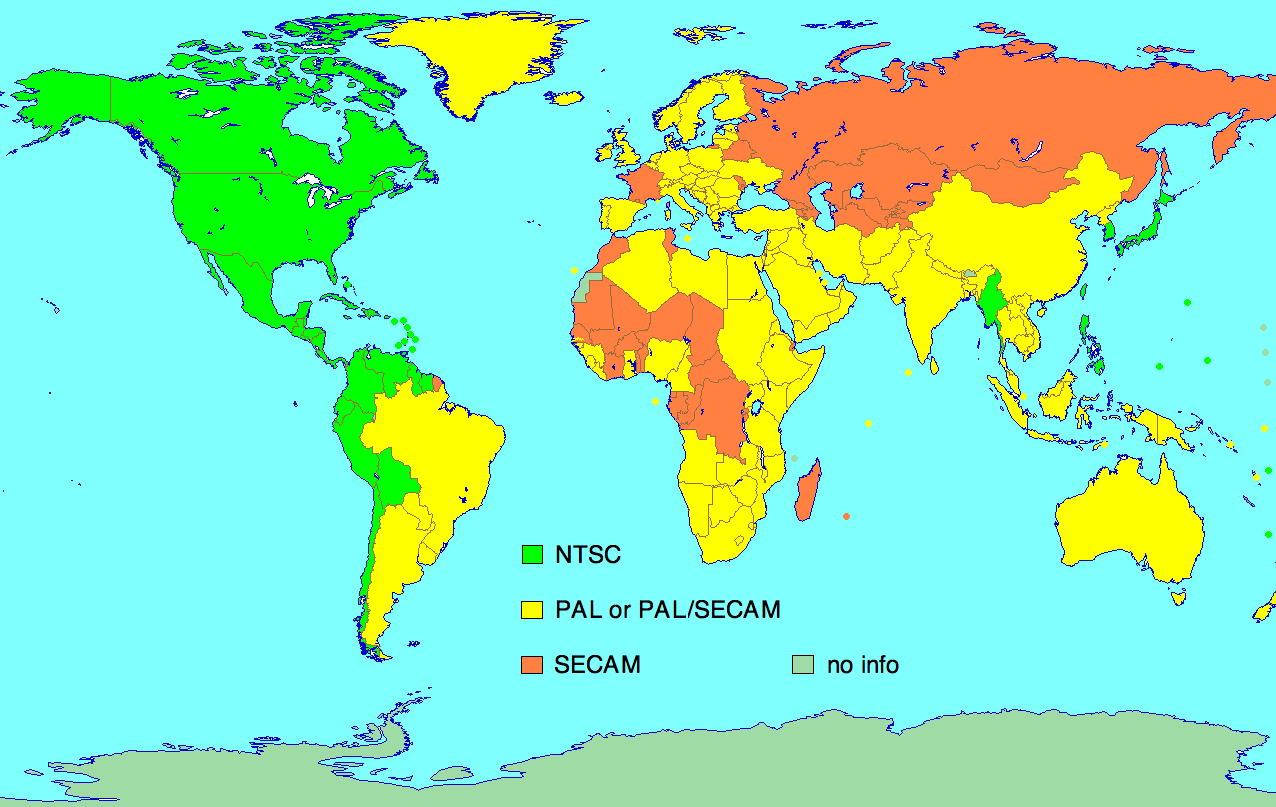

ان أجهزة البث والاستقبال التلفزيوني تنقسم إلى قسمين القسم الأول هو أجهزة الاستقبال والقسم الثاني هو أجهزة الإرسال وهي الجزء المهم والمعقد في هذا المجال حيث تقوم هذه الأجهزة أي أجهزة الإرسال باستلام الصورة والصوت من كاميرات التصوير أو من أجهزة التسجيل أو من مصادر بث أخرى وتعمل على تحليلها وارسالها على شكل موجات كهربائية إلى الاقمار الصناعية إذا كانت هذه الأجهزة أجهزة بث فضائي اوالى أجهزة التلفزيون بمساعدة ابراج تقوية الإشارة التي تقوم بدورها باستلام الإشارات المرسلة وتقويتها وارسالها مرة أخرى إلى أجهزة التلفزيون المنزلية وهذه العملية تكون إذا كانت المحطة المرسلة هي محطة ارضية.